# Californiatärna
Californiatärna (Thalasseus elegans) är en amerikansk tärna. Fågeln är i storlek med kentsk tärna men har orangeröd näbb. Arten är fåtalig och häckar till största delen på en enda ö i Isla Raza i Californiaviken i nordvästra Mexiko. IUCN listar den därför som nära hotad. Den har vid några enstaka tillfällen påträffats i Europa och även häckat.

## Utseende
Californiatärna är en medelstor orangenäbbad tärna med ljusgrå rygg, svart hätta och vit undersida. Kroppslängden är 39–43 centimeter. Den är mycket lik iltärnan (Thalasseus bengalensis), men näbben är längre och mer nedåtböjd samt är livligare orange men ofta med gulare näbbspets. Vidare är nacktofsen är yvigare än hos iltärnan. Ovansidan är också något ljusare och övergumpen vit, inte grå. 

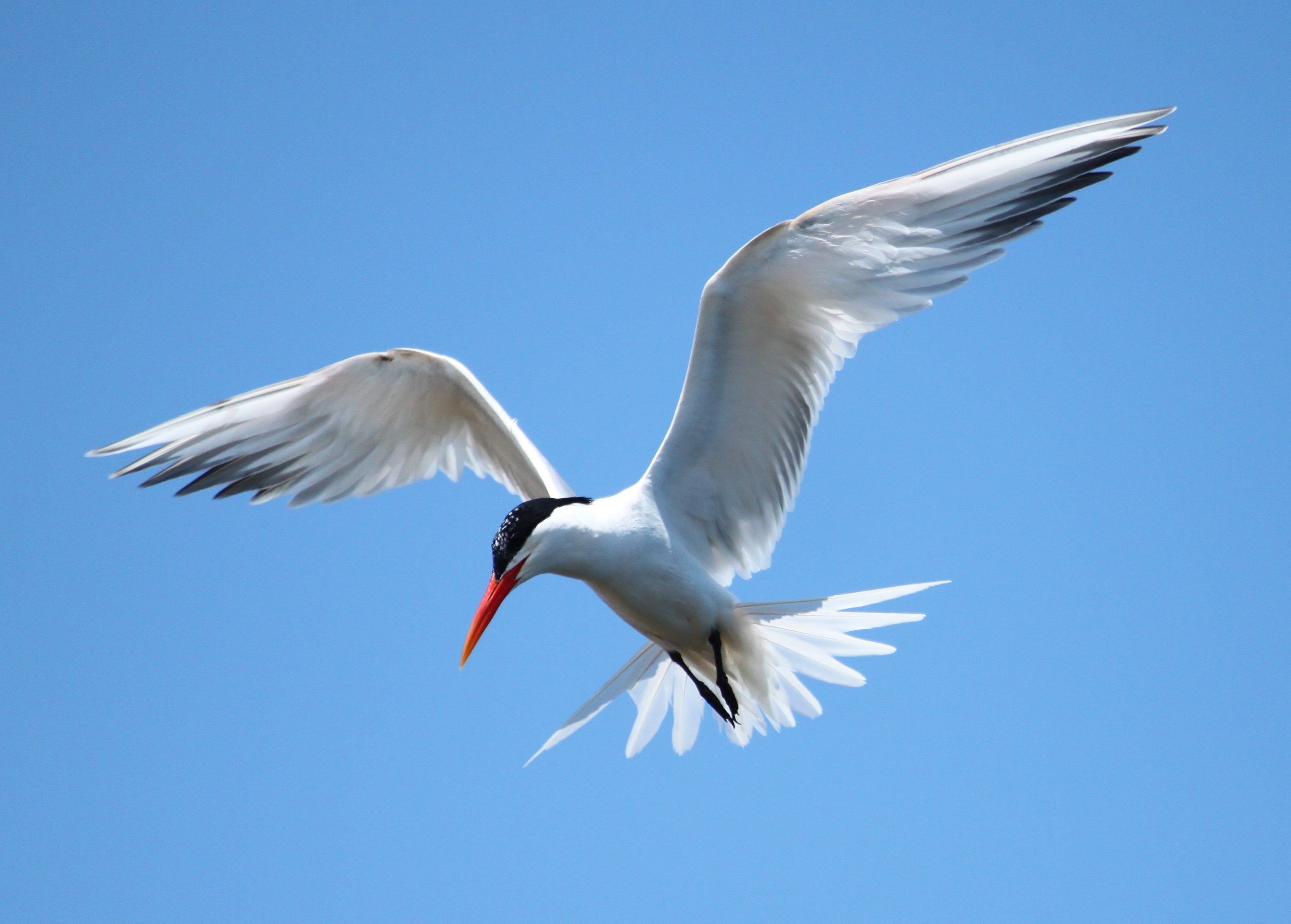

I häckningsdräkt har undersidan en svagt rosa ton och hättan är helsvart, ända fram till näbben. I vinterdräkt har den vit panna men ovanligt mycket svart runt ögat och bakåt. Den kan också förväxlas med en avvikande gulnäbbad kentsk tärna eller den mer kort- och tjocknäbbade kungstärnan.

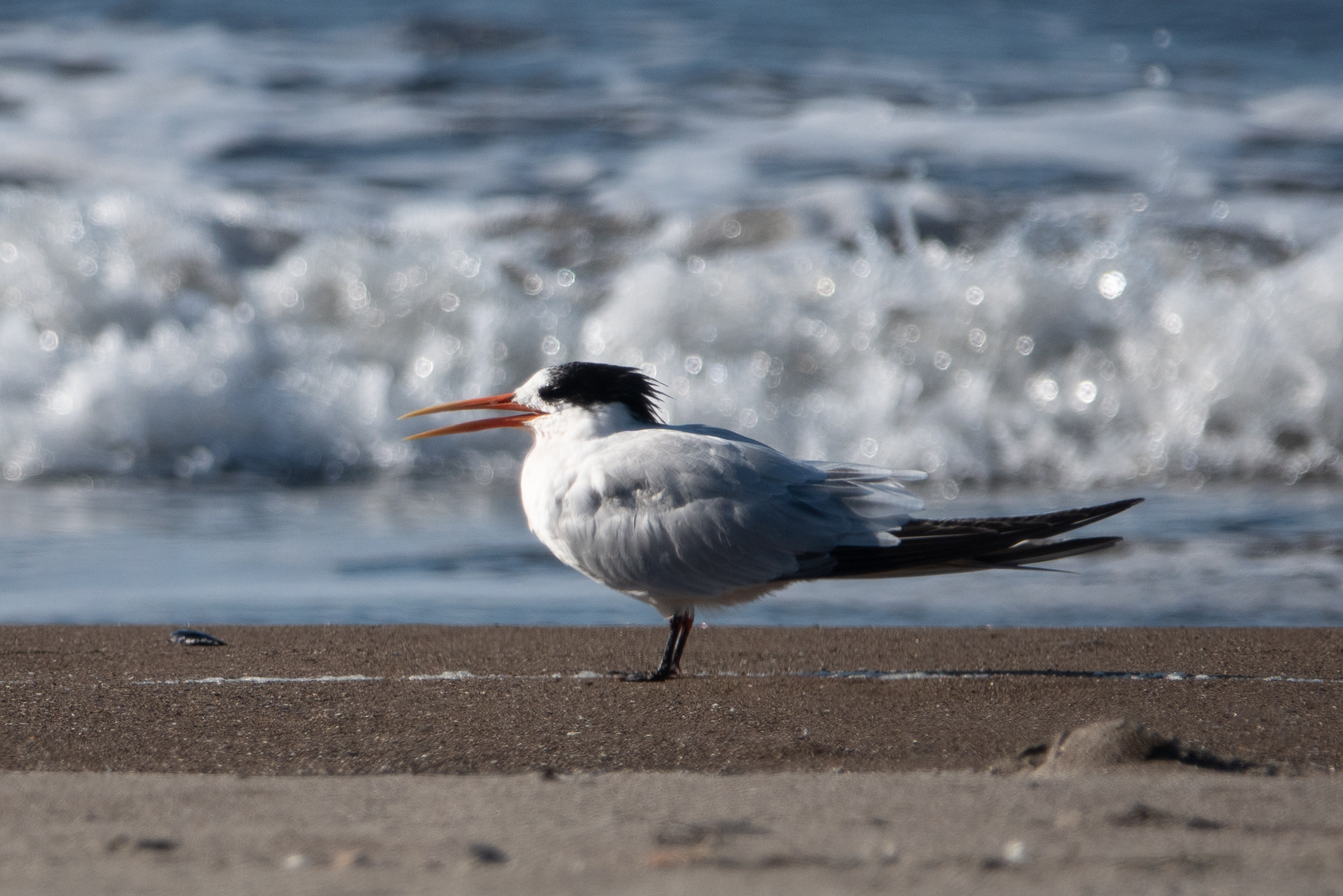
Californiatärna i vinterdräkt.

## Läte
Lätet är ett kort och högljutt "keerik", likt kungstärna men ljusare, gnissligare och mer abrupt.

## Utbredning och systematik
Fågeln häckar från södra Kalifornien till västra Mexiko (Nayarit), varav över 90 % häckar i en enda kolonin på Isla Raza i Californiaviken. Beståndet i USA är relativt nytt och första häckningen skedde först 1959.
Vintertid ses den från Guatemala söderut till Chile. Den vandrar även norrut utmed USA:s västkust, ibland så långt som till British Columbia i Kanada.

### Californiatärna i Europa
Californiatärna sågs i Frankrike under åren 1974–1985, 1987 och år 2012, då ett exemplar fanns i en koloni av kentsk tärna. 2017 häckade även ett par i Ebrodeltat i Spanien. I Europa även setts i Belgien, Nederländerna, Storbritannien, Danmark, Irland och Tyskland.

### Släktestillhörighet
Efter genetiska studier förs denna art tillsammans med bland annat kentsk tärna och kungstärna till släktet Thalasseus.

## Ekologi
Californiatärna är starkt kustbunden och födosöker oftast efter fisk och vissa ryggradslösa djur i saltvattenslaguner, flodmynningar och andra områden. Vissa individer rör sig dock längre ut till havs efter häckningsperioden.

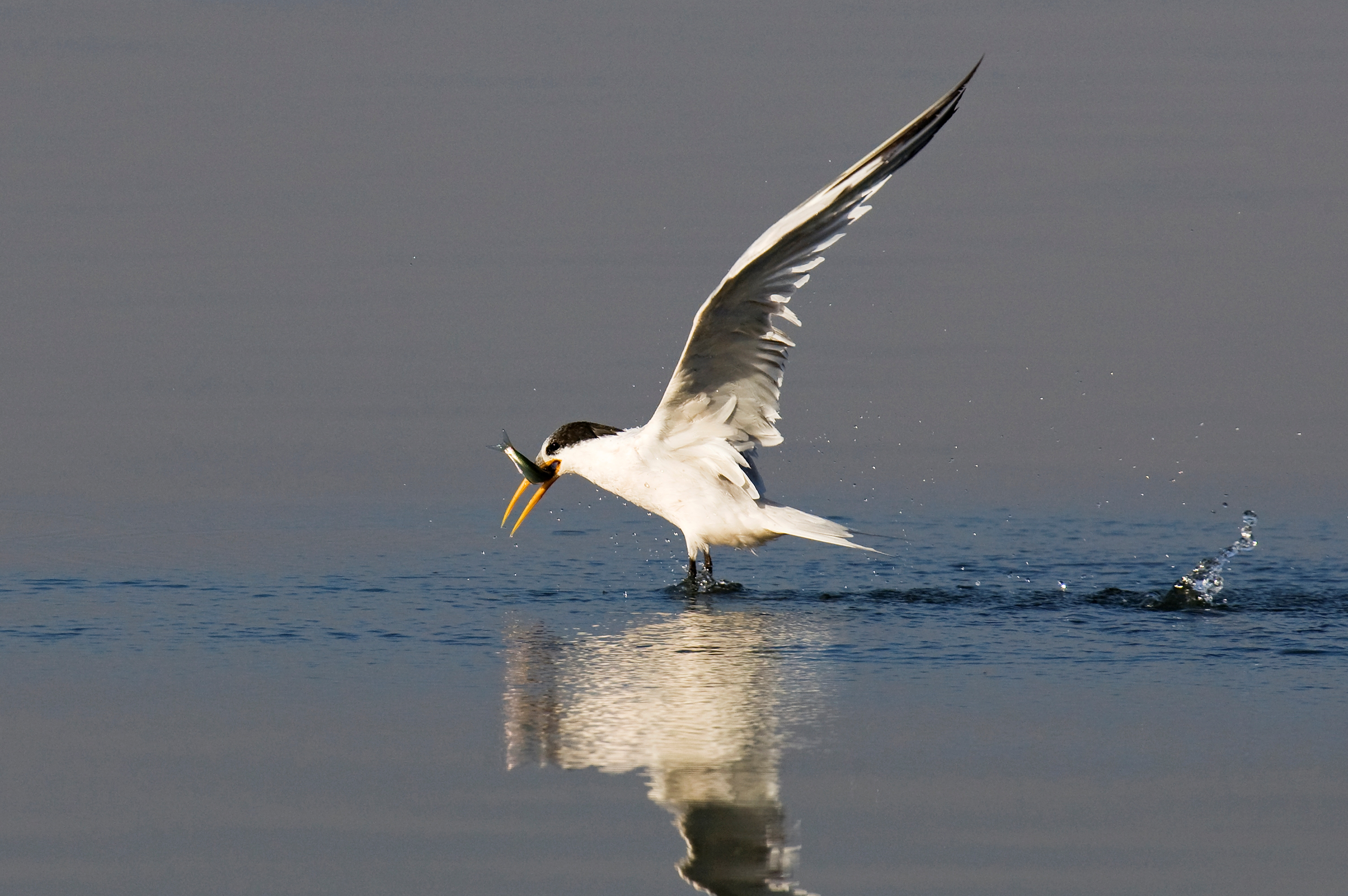
En californiatärna med nyfångad fisk.

### Häckning
Till skillnad från mindre tärnor är den inte särskilt aggressiv på häckplats. Istället undviker den predation genom att häcka tätt (bona ofta endast 20–30 centimeter ifrån varandra) och nära andra aggressiva fågelarter som vithuvad mås (Larus heermanni). Fågeln häckar på platta, sandiga öar och lägger ett till två ägg.

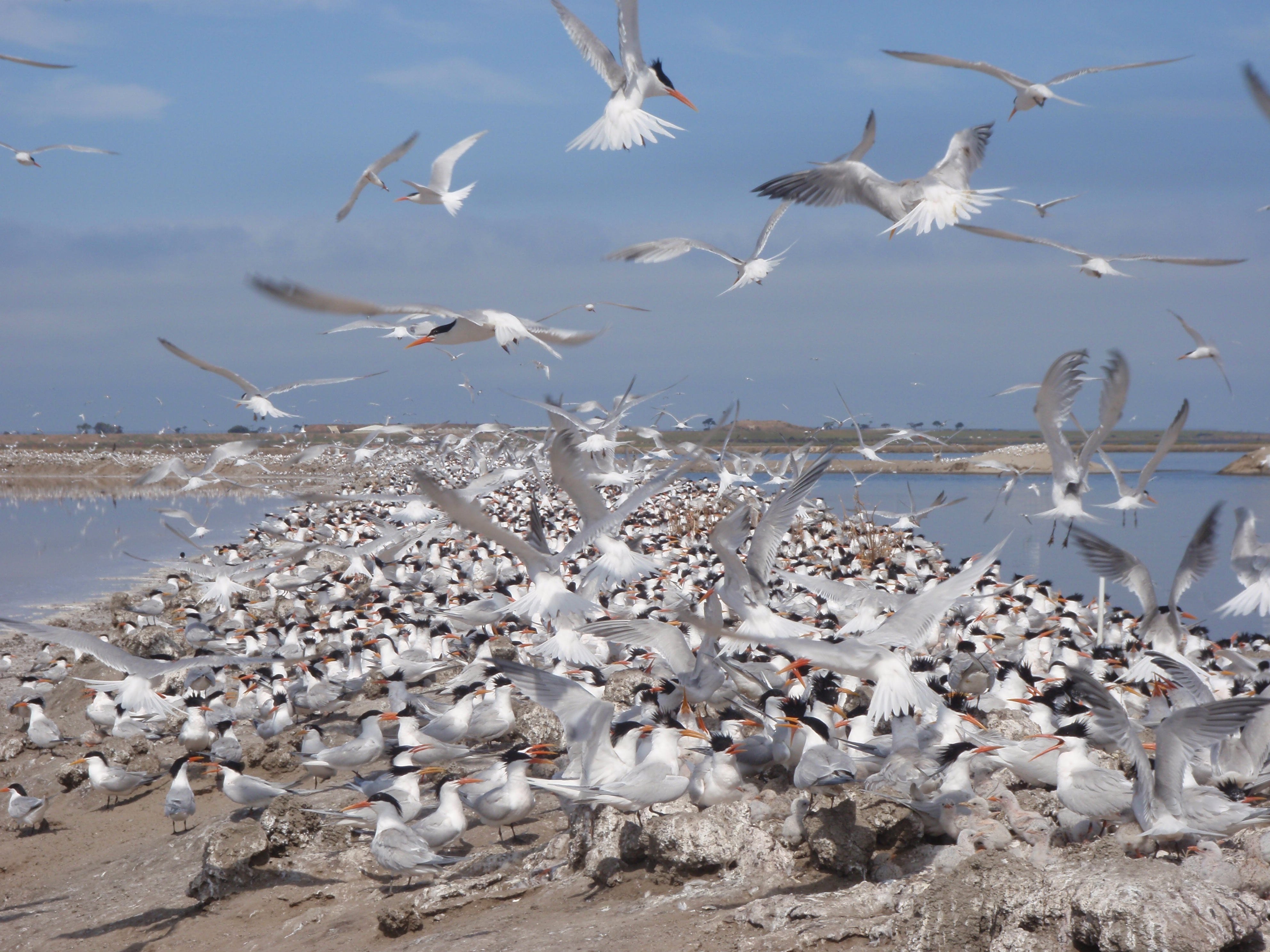
En häckningskoloni av californiatärna i San Diego Bay, Kalifornien.

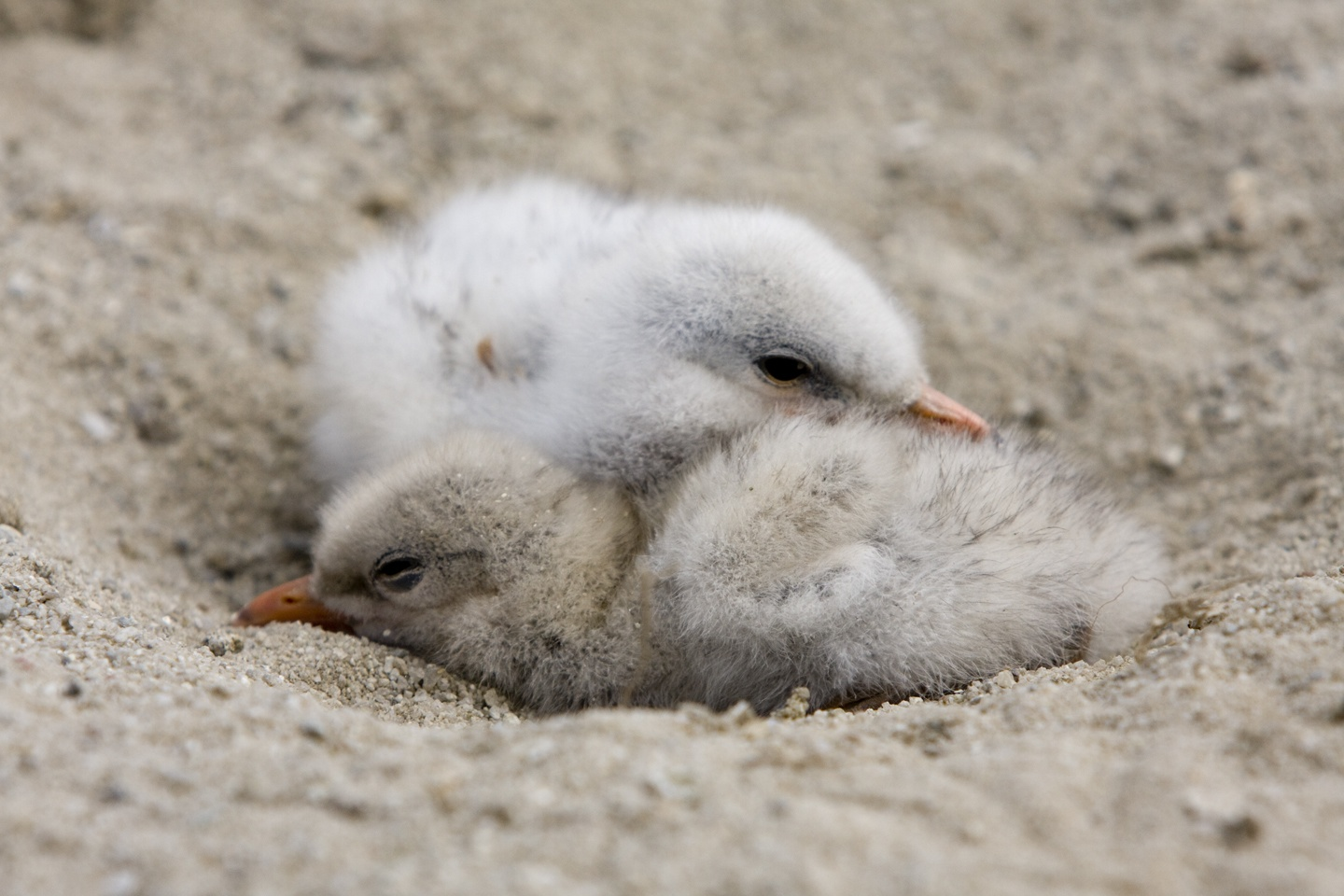
Nyligen kläckt californiatärneunge.

## Status och hot
Californiatärna har en stabil men relativt liten världspopulation som till allra största delen är begränsad till en enda ö, Isla Raza. Det gör arten känslig för exempelvis klimatförändringar eller mänskligt intrång. Internationella naturvårdsunionen IUCN kategoriserar därför arten som nära hotad. Världspopulationen uppskattades 2002 till mellan 51 000 och 90 000 individer.

## Namn
Arten kallades tidigare aztektärna på svenska och namnet förekommer fortfarande i litteraturen. I juni 2025 justerades dock det officiella svenska namnet av BirdLife Sveriges taxonomiska kommitté. Motivet är att artens utbredningsområde inte alls sammanfaller med aztekernas rike.